# Mehdi Khallati
Mehdi Khallati, né le 18 novembre 1991, est un footballeur marocain évoluant au poste de défenseur à l'IR Tanger.

## Biographie
Il participe à la Coupe du monde des clubs de la FIFA 2014 avec l'équipe du Moghreb de Tétouan.

## Carrière
- 2011 - 2012 :  Ittihad de Tanger
- 2012 - 2017 :  Moghreb de Tétouan[1]
- 2017 - 2019 :  FAR Rabat
- 2019 - :  IR Tanger

## Palmarès
Moghreb de Tétouan
- Championnat du Maroc (1) :
  - Champion : 2013-14.